# Hydridy
Hydridy jsou binární (dvouprvkové) sloučeniny vodíku s jinými prvky.

## Dělení hydridů
Podle vazebné interakce je lze rozdělit na iontové, kovové, přechodné, molekulové a polymerní.

### Iontové hydridy
Iontové hydridy jsou sloučeniny vodíku s nejelektropozitivnějšími kovy (alkalické kovy, kovy alkalických zemin).
Jsou to reaktivní, termicky málo stabilní, bezbarvé krystalické látky, ve kterých má vodík oxidační číslo −I.
S vodou reagují za vzniku příslušného hydroxidu a vývoje vodíku.
Mezi iontové hydridy patří i hydridy obecného vzorce MH2 odvozené od Sc, Y a některých lanthanoidů a aktinoidů[zdroj?]
Příprava
Iontové hydridy lze připravit přímou reakcí vodíku s alkalickými kovy nebo kovy alkalických zemin.
2 Na + H2 → 2 NaH – hydrid sodný
Ca + H2 → CaH2 – hydrid vápenatý
(V průběhu těchto reakcí vystupuje elementární vodík jako oxidační činidlo.)

### Kovové hydridy
Kovové hydridy jsou křehké pevné látky kovového vzhledu. Tvoří je prvky podskupiny chromu, triády železa a palladium. Tyto sloučeniny se vyznačují vodivými nebo polovodivými vlastnostmi. Jejich struktura není doposud zcela objasněna.

### Hydridy přechodného typu
Hydridy přechodného typu tvoří prvky podskupin skandia, titanu, vanadu a některé lanthanoidy a aktinoidy. S uvedenými prvky vodík dobře reaguje za vzniku sloučenin, které nejsou přesně definované. Většinou mají charakter berthollidů (například TiH1,75 nebo VH0,71). Vazebné poměry v těchto sloučeninách jsou přechodem mezi vazbami iontovými a kovovými.

### Molekulové (kovalentní) hydridy
Kovalentní hydridy tvoří nekovy a polokovy IV. až VII. skupiny periodického systému. Pokud jde o jednotlivé skupiny, pevnost vazeb i teplotní stálost klesá s rostoucím atomovým číslem, v rámci period však zleva doprava roste.

### Polymerní hydridy
Polymerní hydridy jsou sloučeniny s elektronově deficitními vazbami. Tvoří je prvky II. a III. skupiny periodického systému. Studium vazebných poměrů v těchto sloučeninách mělo značný význam pro rozvoj teorie chemické vazby. Hydridy boru a gallia jsou většinou plynné nebo kapalné, ostatní mají skupenství pevné.

## Názvosloví hydridů
Hydridy je možné rozdělit také z hlediska názvoslovného, a to na tři skupiny.

### Sloučeniny s prvky 1. a 2. (I. A a II. A) skupiny
Tyto hydridy mají dvojslovné názvy složené ze slova hydrid a přídavného jména obsahujícího název prvku s ohledem na jeho oxidační číslo (analogie s označováním kationtů v solích, oxidech, …). Například:
- NaH – hydrid sodný
- KH – hydrid draselný
- CaH2 – hydrid vápenatý
- BeH2 – hydrid berylnatý

### Sloučeniny s prvky 13. až 15. (III. A až V. A) skupiny
Sloučeniny této skupiny hydridů jsou pojmenovávány jedním slovem složeným ze slovního základu názvu kationtu a přípony -an.
Počet vodíků v těchto hydridech je možno zjistit buď z obecných vlastností jednotlivých skupin anebo i následovně:
- Ve třetí a čtvrté skupině je počet vodíku stejný jako číslo skupiny
  - BH3 – boran
  - AlH3 – alan
  - SiH4 – silan
  - GeH4 – german
  - SnH4 – stannan
  - PbH4 – plumban
- V páté skupině je toto číslo rozdílem čísla skupiny od čísla 8
  - PH3 – fosfan
  - AsH3 – arsan
  - SbH3 – stiban
- Obdobné počítání platí i v 16. a 17. skupině (VI. A a VII. A), jen se zde nemluví o hydridech, nýbrž se jedná o
  - chalkogenovodíky (oxidan, sulfan, selan, tellan, polan) a
  - halogenovodíky (fluorovodík, chlorovodík, bromovodík, jodovodík, astatovodík).